# Alberto Acosta
Alberto Acosta, argentinski nogometaš in trener, * 23. avgust 1966.
Za argentinsko reprezentanco je odigral 19 uradnih tekem in dosegel tri gole.